# Birger Bengtssons Minne
Birger Bengtssons Minne är ett årligt travlopp för 3-åriga och äldre varmblod som körs på Jägersro i Malmö i Skåne län. Loppet ingår som ett försökslopp av Gulddivisionen och går av stapeln under samma tävlingshelg som Svenskt Travderby i början av september. Loppet körs över sprinterdistansen 1640 meter med autostart (bilstart). Sedan 2020 är förstapris 150 000 kronor.
Löpningsrekordet i loppet innehas av Nadal Broline, som tillsammans med kusken Ulf Ohlsson segrade på tiden 1.10,1 i 2016 års upplaga. Detta lopp var också den första starten som Nadal Broline gjorde i den högsta klassen Gulddivisionen. Löpningsrekordet tangerades 2020 av Mellby Free.

## Vinnare
| År   | Häst              | Kusk                 | Tränare            | Tid    | Tvåa               | Trea               |
| ---- | ----------------- | -------------------- | ------------------ | ------ | ------------------ | ------------------ |
| 2024 | Staro Mack Crowe  | Magnus A. Djuse      | Mattias Djuse      | 1.09,9 | Dancer Brodde      | Queen Belina       |
| 2023 | Aetos Kronos      | Örjan Kihlström      | Jerry Riordan      | 1.09,5 | Heart of Steel     | Night Brodde       |
| 2022 | Önas Prince       | Per Nordström        | Per Nordström      | 1.10,2 | Guzz Mearas        | Sevilla            |
| 2021 | Handsome Brad     | Carl Johan Jepson    | Ulf Stenströmer    | 1.11,0 | Union Forces       | Short In Cash      |
| 2020 | Mellby Free       | Björn Goop           | Björn Goop         | 1.10,1 | Racing Mange       | Forfantome Am      |
| 2019 | Policy of Truth   | Erik Adielsson       | Reijo Liljendahl   | 1.10,4 | Pastore Bob        | Speedy Foxy Vicane |
| 2018 | Dante Boko        | Adrian Kolgjini      | Lutfi Kolgjini     | 1.10,6 | Cyber Lane         | Love Matters       |
| 2017 | Volstead          | Johnny Takter        | Stefan Melander    | 1.10,9 | Tango Negro        | D.D.'s Hitman      |
| 2016 | Nadal Broline     | Ulf Ohlsson          | Reijo Liljendahl   | 1.10,1 | Västerbo Highflyer | Quick Fix          |
| 2015 | Arazi Boko        | Christoffer Eriksson | Henrik Södervall   | 1.11,0 | Knows Nothing      | Harry Haythrow     |
| 2014 | Standout          | Ulf Ohlsson          | Stefan Melander    | 1.10,3 | Occhione Jet       | Nouvelle Pelle     |
| 2013 | Harry Haythrow    | Peter Untersteiner   | Johnny Johansson   | 1.10,9 | Magic Tonight      | Kadett C.D.        |
| 2012 | G.H.Nemo          | Jörgen Westholm      | Maria C. Karlsson  | 1.11,6 | Rakas              | Timetosaygoodbye   |
| 2011 | Timetosaygoodbye  | Johnny Takter        | Catarina Lundström | 1.10,7 | Sebastian K.       | Neo Holmsminde     |
| 2010 | Rakas             | Per Lennartsson      | Per Lennartsson    | 1.11,1 | Sundance Clover    | Calamara Donna     |
| 2009 | Colombian Necktie | Thomas Uhrberg       | Roger Walmann      | 1.11,5 | Brioni             | Sir Karan          |
| 2008 | Earl Tilly        | Åke Svanstedt        | Åke Svanstedt      | 1.11,0 | Arras              | Steinlager         |
| 2007 | Colombian Necktie | Thomas Uhrberg       | Roger Walmann      | 1.11,3 | Digger Crown       | Fama Currit        |
| 2006 | Improve Ås        | Erik Adielsson       | Stig H. Johansson  | 1.12,2 | Solero Briljant    | Tunk Nafets        |
| 2005 | Bellman Töll      | Ulf Ohlsson          | Ulf Ohlsson        | 1.10,6 | Egon Lavec         | Caramba Hall       |